# Малое Томылово
Малое Томылово — посёлок в городском округе Новокуйбышевск Самарской области России.

## География
Посёлок находится на берегу реки Чапаевка, на расстоянии 11 км (по прямой) к юго-западу от города Новокуйбышевск, административного центра округа.

### Часовой пояс
Посёлок Малое Томылово, как и вся Самарская область, находится в часовой зоне МСК+1. Смещение применяемого времени относительно UTC составляет +4:00.

## История
Посёлок впервые упоминается в 1768 году. В то время жителями являлись выходцы из Симбирской губернии, сосланные за тяжкие преступления.

## Население
| 2010 |
| ---- |
| 159  |

### Национальный состав
Согласно результатам переписи 2002 года, в национальной структуре населения русские составляли 94 % из 123 чел.